# Deutsche Schriftsteller-Genossenschaft
Die Deutsche Schriftsteller-Genossenschaft war eine Schriftstellervereinigung in Berlin von 1891 bis 1900.

## Geschichte
Am 16. Oktober 1891 wurde die Deutsche Schriftsteller-Genossenschaft in Charlottenburg bei Berlin gegründet. Sie entstand als Abspaltung aus dem Deutschen Schriftsteller-Verband auf Initiative von Martin Hildebrandt. Die Genossenschaft wollte für die Mitglieder Unterstützung beim   Druck ihrer Texte, bei deren Vertrieb, bei finanziellen und juristischen Fragen, sowie Informations- und Austauschmöglichkeiten anbieten.
Die Mitgliedschaft wurde durch Erwerb von Genossenschaftsanteilen in Höhe von 50 Reichsmark erworben.
1892 wurde eine Verlagsabteilung gegründet, die Werke von Mitgliedern verlegte.
Um 1893 zog die Schriftstellergenossenschaft nach Berlin-Mitte in die Kronenstraße 61 um, wo sie auch einen Klub mit Bibliothek und Begegnungsmöglichkeiten hatte. 1896 gab es offiziell über 600 Mitglieder.
1900 wurde die Deutsche Schriftsteller-Genossenschaft aufgelöst. Die Gründe sind nicht bekannt (finanzielle Probleme?) Viele Mitglieder wechselten wieder zum Deutschen Schriftsteller-Verband.

## Mitglieder
In der Deutschen Schriftsteller-Genossenschaft waren vor allem junge Autoren vertreten. Einige von ihnen wurden bald erfolgreich, wie Ernst von Wolzogen, Otto Erich Hartleben und Wilhelm Meyer-Förster.  Daneben gab es viele eher unbekannte Schriftsteller, für die sich verschiedene Möglichkeiten der Unterstützung anboten.
1891
Vorstand
- Martin Hildebrandt, Vorsitzender und Gründer, 1891–1900
- G. Isaac, stellvertretender Vorsitzender[5]
- H. Werth, Beirat

Aufsichtsrat
- Hugo Russak, Vorsitzender
- Adalbert von Hanstein, stellvertretender Vorsitzender
- Paul Dobert, Schriftleiter
- Oskar Cordel, 1891, 1895
- Silvester Frey
- Ernst Harmening
- Wolfgang Alexander Meyer
- Moritz von Reymond
- Ludwig Thaden

Sachverständigen-Gremium des Syndikats
- Max Nordau, für journalistische Interessen
- Joseph Kürschner, für redaktionelle Interessen
- Hermann Heiberg, für belletristische Interessen
- Ernst von Wolzogen, für dramatische Interessen

1892
Vorstand
- Martin Hildebrandt, Geschäftsführer
- Richard von Hartwig, Schatzmeister
- Oskar Cordel, stellvertretender

Aufsichtsrat
- Hugo Russak, Vorsitzender
- Adalbert von Hanstein, stellvertretender Vorsitzender
- Paul Dobert, [Schriftführer]

- Ernst Bierey
- Alfred Kalischer
- Wolfgang Kirchbach
- Hugo von Kupffer
- Joseph Kürschner
- Wolfgang Alexander Meyer
- Otto Neumann-Hofer
- Moritz von Reymond
- Ludwig Thaden

Sachverständigen-Gremium des Syndikats (wie 1891)
1894
Vorstand
- Martin Hildebrandt, Geschäftsführer
- Moritz von Reymond, Stellvertreter
- Oskar Cordel, Schatzmeister

Aufsichtsrat
- Karl Vollrath, Vorsitzender
- Alfred Kalischer, stellvertretender Vorsitzender
- Georg Malkowsky, Schriftführer
- Ernst Bierey
- Adalbert von Hanstein
- Otto Erich Hartleben
- Wolfgang Kirchbach
- Hugo von Kupffer
- Wolfgang Alexander Meyer
- Ludwig Thaden
- Louis Viereck

## Publikationen
Im Verlag der Deutschen Schriftsteller-Genossenschaft wurden literarische Werke von Mitgliedern verlegt, darunter anfangs auch Texte von einigen sozial engagierten Autorinnen.
1892
- Wilhelm Meyer: Das 10 Pfg.-Theater als künftige Volksbühne Digitalisat
- Hanns von Gumppenberg: Kritik des Wirklich-Seienden. Grundlagen zu einer Philosophie des Wirklich-Seienden

1893
- Rieke Nauke-Lehmann [=Minna Wettstein-Adelt?]: 3 1/2 Monate "gnädige Frau"; eine praktische Studie, 2. Auflage; Neudruck 2004[8]
- Minna Wettstein-Adelt: Macht Euch frei! Ein Wort an die deutschen Frauen, 37 Seiten
- Milena Mrazović: Selam. Skizzen und Novellen aus dem bosnischen Volksleben
- Georg Malkowsky: Die Secession auf der Berliner Kunstausstellung
- Albrecht Voigtländer [= Franz Böttger]: Kinkerlitzkens. Ein neues Declamatorium. Berliner Jrütze, Jrips, Jeist und Jammer
- Des Horatius schönste Lieder, der Antike entrückt und verdeutscht von Hermann Stegmann

1894
- Adine Gemberg: Die evangelische Diakonie. Ein Beitrag zur Lösung der Frauenfrage., sozialkritischer Essay
- Paul Remer: Unterm Regenbogen
- Karl Gander: Niederlausitzer Volkssagen, Neudruck 1977

1895
- Gustav Klitscher: Ninette im Schnee und andere Erzählungen, ein Skizzenbuch
- Karl Schrader: Auge um Augel
- Karl Calmberg: Mosaik
- Karl Krüger: Fliedermüller's in Dievenow. Eine lustige Geschichte
- Eberhard Schliepmann: Der Tugend-Gracche; ein Römerdrama in Versen, Reimen und einem Akte

- Hans Schliepmann: Musenerstlinge, auserwählt von Eberhard Treubier
- Johan Ludvig Runeberg: Fähnrich Stal's Erzählungen, übersetzt von A. Kempe
- Amalie Skram: Agnete, Bearbeitet von Therese Krüger und Otto Erich Hartleben, Original von 1893

- Konrad Telmann: Wo liegt die Schuld? Ein Wort zur Umsturz-Vorlage
- Ferdinand Troska: Im französischen Lager. Die Verteidigung Frankreichs durch die Volksheere im Kriege von 1870/71

1896
- Gustav Albert Klitscher: Von Weibes Herzen. Zwei Novellen
- Ernst Altkirch: Ich, der Träumer. Mit einem Vorwort von Detlev von Liliencron
- Felix von Stenglin: Leidenschaft

- Richard von Wilpert: Sprachheiterkeiten. Plaudereien
- Richard von Wilpert: Moderner Sängerkrieg. Ein Reimschwank für die Possenbühne des Schriftstellerlebens in einem Vorspiel und dreizehn Kampfspielen
- Hans Resener: Ägypten unter englischer Okkupation und die ägyptische Frage

Weiterhin
- Beiträge zum Urheberrecht, 1892, 1895
- Veröffentlichungen des Deutschen Journalisten-Tages